# Bank of Kigali
Bank of Kigali (BK) (en español, Banco de Kigali) es un banco comercial en Ruanda. Tiene licencia del Banco Nacional de Ruanda.

## Ubicación
La sede y la sucursal principal del banco se encuentran en la Avenida 6112 KN4, en el distrito de Nyarugenge, en la ciudad de Kigali, la capital y ciudad más grande de Ruanda. Las coordenadas geográficas de la sede del banco son: 01°56'54.0" S, 30°03'35.0" E (Latitud: -1.948333; Longitud: 30.059722).  

## Visión general
Bank of Kigali es el mayor banco comercial de Ruanda, por número de activos totales. A fecha del 31 de diciembre de 2019, los activos totales del banco estaban valorados en 11 059 millones de dólares, con una cartera de préstamos de 735,8 millones, depósitos de clientes de 697,4 millones y capital contable de 239,6 millones.
El 29 de septiembre de 2017, Global Credit Ratings confirmó las calificaciones en escala nacional a largo y corto plazo de AA-(RW) y A1+(RW) de Bank of Kigali Limited, respectivamente, con una perspectiva estable.
Este banco ha ganado varios premios consecutivos internacionales y regionales al "Mejor Banco en Ruanda", incluidos los de EuroMoney, The Banker, Global Finance Magazine y EMEA Finance.

## Historia
El Banco se constituyó en la República de Ruanda el 22 de diciembre de 1966. Inicialmente, Bank of Kigali se fundó como una empresa conjunta entre el Gobierno de Ruanda y Belgolaise, cada uno de los cuales poseedor del 50 por ciento del capital social ordinario. En 1967, el banco comenzó sus operaciones con su primera sucursal en Kigali.
Belgolaise era una subsidiaria de Fortis Bank (ahora desaparecida), que operaba en África subsahariana, pero en 2005 comenzó a retirarse de sus operaciones en África de acuerdo con la estrategia de Fortis. En 2007, el Gobierno de Ruanda adquirió la participación de Belgolaise en Bank of Kigali, aumentando así su participación directa e indirecta en el banco al 100% de todas las acciones emitidas. En 2011, el banco cambió su nombre en virtud de la nueva ley relativa a las empresas de Bank of Kigali SA a Bank of Kigali Limited.
El 21 de junio de 2011, el Consejo Asesor del Mercado de Capitales de Ruanda aprobó planes para que el banco pusiese a flote el 45 por ciento de sus acciones y entrase a cotizar en la Bolsa de Ruanda (RSE), convirtiéndose en la segunda compañía nacional en cotizar en el RSE con una oferta pública inicial de 62,5 millones de dólares. La negociación de las acciones del banco comenzaron el 30 de junio de 2011.
En diciembre de 2012, los informes de los medios regionales indicaron que el banco estaba en medio de una expansión hacia la vecina Uganda. En febrero de 2013, el banco recibió la aprobación regulatoria para abrir una oficina en Kenia. Si bien la expansión regional era una de las principales prioridades del ex CEO James Gatera, su sucesora, Diane Karusisi, ha insinuado que su enfoque está en profundizar aún más las raíces del banco en Ruanda para aprovechar lo que aun sigue siendo una población en gran parte formalmente no bancarizada. Según la encuesta de FinScope sobre el acceso a la financiación en Ruanda, de los 4 millones de ruandeses adultos que tienen acceso a servicios financieros formales, solo 1,5 millones de adultos o el 26 por ciento del total, usan los bancos, con solo un poco más de 60 600 adultos de los 1,5 millones exclusivamente confiando en los bancos; otros tienen alternativas fuera de la banca.
En mayo de 2018, en la Asamblea General Anual del banco, los accionistas aprobaron la creación de una lista cruzada de las acciones del banco en la Bolsa de Valores de Nairobi (NSE), la más grande de la Comunidad del África Oriental . Se espera que la inclusión cruzada y la cuestión de los derechos planificados, ambos planeados durante la segunda mitad de 2018, recauden 70 millones de dólares, que se desplegarán en la adquisición de nuevos sistemas mejorados de TIC ($ 20 millones), y el resto se desplegará en préstamos para apoyar proyectos de infraestructura en el hogar. En octubre de 2018, el EastAfrican, un periódico regional en inglés, informó que se esperaba que las acciones del Bank of Kigali cotizaran en la bolsa de valores de Nairobi el 30 de noviembre de 2018.

## Red de sucursales
A fecha de diciembre de 2018, el banco mantenía una red de 79 sucursales, casi 100 cajeros automáticos, más de 1427 agentes de agentes bancarios, seis camionetas de banca móvil y empleaba a más de 1200 empleados.

## Gobernanza
El banco está supervisado por una junta directiva dirigida por el presidente de la junta, cargo que actualmente ocupa Marc Holtzman. Las actividades regulares del banco son administradas por un equipo de administración ejecutiva de seis personas encabezado por la directora ejecutiva, la Dra. Diane Karusisi.

## Accionariado
Las acciones de la compañía tenedora del banco, Bank of Kigali Group Plc, cotizan principalmente en la Bolsa de Ruanda y en la Bolsa de Nairobi. A diciembre de 2019, la propiedad de las acciones del banco se mantenían como se muestra en la siguiente tabla:
| Rango | Propietario                                | Porcentaje |
| ----- | ------------------------------------------ | ---------- |
| 1     | Junta de Seguridad Social de Ruanda        | 34,3%      |
| 2     | Inversores institucionales internacionales | 22,4%      |
| 3     | Fondo de Desarrollo Agaciro                | 22,0%      |
| 4     | Inversores institucionales regionales      | 12,3%      |
| 5     | Invesores minoristas                       | 7,2%       |
| 6     | BK Empleados y Directores                  | 1,1%       |
| 7     | Inversores institucionales locales         | 0,6%       |
| 8     | Otras entidades estatales                  | 0,1%       |
|       | Total                                      | 100,00 %   |

- Nota: los totales pueden estar ligeramente bajos debido al redondeo.